# ダイハツ・ウェイク
ウェイク（WAKE）は、ダイハツ工業が製造・販売していた軽トールワゴン（軽スーパーハイトールワゴン）である。

## 概要
日常からレジャーまで幅広い用途に対応できる新ジャンルの軽自動車を目指して同社のタントを使って開発され、全高1,835mmでありながら、室内高を軽自動車で最も高い1,455mmを実現しているのが特徴である。
2013年11月の第43回東京モーターショーに参考出品された「DECA DECA（デカ デカ）」をベースに市販化された車種である。
なお、本車は（親会社の）トヨタ自動車へのOEMモデルが存在していた一方で、SUBARU（旧・富士重工業）へのOEM供給はされなかった。

## 型式 LA700S/710S型（2014年 - 2022年）

### 機構・メカニズム
他のダイハツ車にも採用されている「ファン&リラックスドライブコンセプト」を採用しており、サスペンションやボディ構造を工夫したほか、フロントアブソーバーロッドやリアアブソーバーのサイズアップなどによって高剛性化を行うことで安定性を高め、ウレタンバンプスプリングやスタビライザーを備えることでコーナリング時のロールを抑制し、ハイトールでありながら、操舵安定性と乗り心地を高次元で融合した走行性能を実現した。また、ダイハツ車で初めて、ドアミラーの付け根部分とリアコンビネーションランプのレンズに空力フィンを採用することで直進安定性を向上し、ルーフパネルの板厚最適化や外板の樹脂化により重心よりも上の部品を軽量化したことで、3代目タントに比べて重心高を約10mmアップに抑えた。さらに、シェルボディの板合わせからの音漏れ防止などの侵入経路の遮断に加え、ダッシュパネル板厚アップや吸遮音材の最適配置により静粛性を実現した。ターボ車についてはトルクコンバーターのダンパー特性を変更することで音源の改善も施されている。
車体は両側スライドドアとなっているが、タントとは異なり「ミラクルオープンドア」は採用されていない。
荷室にはラゲージアンダートランクを設け、特に2WD車は、高さ320mm・容量約90Lの大容量となっており、デッキボードを開けることで荷室とアンダートランク全体の高さが1,485mm（2WD車の場合）となり、ゴルフバッグなどの長尺物もリアシートを畳まずに立てて積載することが可能。また、一部のグレードに標準装備又はセットオプションの「レジャーベースパック」に採用されている上下2段調節式デッキボードの場合、デッキボードの脚を立てることでアンダートランクの容量がアップし、デッキボードの上にも荷物を積載できる。併せて、荷室側でもリアシートのスライド操作ができるようにスライドレバーが配された。シートは撥水加工のフルファブリックシートを採用し、リアシート背面には塩化ビニール加工を施した。助手席側のインパネトレイも大型サイズで、一眼レフカメラやタブレットなどを収納できる。
クールドi-EGR（NA車のみ）、CVTサーモコントローラー、エコ発電制御など、ミライースで採用されている「e:Sテクノロジー」を採用することで燃費性能に優れ、NA車は「平成27年度燃費基準+20%」、ターボ車も「平成27年度燃費基準+10%」をそれぞれ達成。燃費の良い運転をサポートするエコドライブアシスト照明も備えている。安全面では「スマートアシスト（以下、スマアシ）」搭載グレードを設定するほか、VSC&TRC、エマージェンシーストップシグナル、SRSサイドエアバッグを全車標準装備。さらに、ダイハツ車で初めて、後席（左右）のシートベルト締め忘れ警告灯をメーター内のインジケーターに備え、全席でシートベルトの締め忘れを確認できるようにした。

### デザイン
外観は存在感を表現するためにバックドアを立て、塊感を醸成するためにフロントバンパーのコーナーを大きく面取った。また、バンパーを2トーンカラー(単色モデルはシルバー、ツートンモデルはパールホワイト)とし、フォグランプにメッキ加飾を施し、クォーターウィンドゥを縦長に、サイドターンベゼルをプロジェクター風とした。また、ヘッドランプ・クリアランスランプ共にLEDを採用し、クリアランスランプはU字形状の面発光としている。ボディカラーは8色を設定し、うち3色（トニコオレンジメタリック、フェスタイエロー、オフビートカーキメタリック）にはルーフ・ドアミラー・バンパーをパールホワイトIIIで塗装した2トーンカラー仕様もオプションで設定される。
フロントグリルのエンブレムは専用のデザインとなっている。
インテリアは見晴らしの良さを表現するためインパネ上面をフラットとし、メーターは立体タイプのセンターメーターを採用する。

### 年表
- 2013年10月30日 - 第43回東京モーターショーに「DECA DECA」を参考出品車として世界初出品することを発表[1]。後の市販車となるウェイクとはいくつかの違いがあり、ドアは両側とも観音開き、全高はウェイクよりも更に高い1,850 mmである。
- 2014年
  - 9月29日 - 発売に先駆けて新型軽自動車に関する技術概要を発表[2]。
  - 11月10日 - 「ウェイク」として公式発表し、同日より販売開始[3]。キャッチフレーズは「ドデカク使おう。」で、CMキャラクターには玉山鉄二[注釈 5]、中島広稀を起用。グレード体系はNA車は「D」と「L」、ターボ車は「X」と「G」の計4グレードを設定し、スマートアシスト（以下、スマアシ）搭載グレードも用意される（スマアシ搭載グレードはいずれもグレード名に「"SA"」がつく）。
    - 「D」は電動格納式カラードドアミラー、メッキプレートなしのインパネセンターシフトレバー、キーレスエントリー、ダイヤル式マニュアルエアコンを装備するなど、装備を厳選することで価格を抑えた廉価グレードで、2WD（FF）車のみの設定。
    - 「L」はシルバーセンタークラスター、プッシュボタンスタート、キーフリーシステム、左側（助手席側）パワースライドドア（ワンタッチオープン機能付）、左右スライドドアイージークローザー、オートライトを追加し、カラードドアミラーはキーフリー連動オート格納式に、インパネセンターシフトはメッキプレート付シフトノブ仕様に、エアコンをプッシュ式オートタイプにそれぞれグレードアップした普及グレード。4WD車は「L」が廉価グレードとなっており、寒冷地仕様及びヒーテッドドアミラー、運転席シートヒーター、後席足元用ヒーターダクトが追加される（ターボ車の「X」・「G」も同様、2WD車でもセットオプションで装備可能）。
    - 「X」は「スタイルパック[注釈 6]」、自発光式大型3眼センターメーター（タコメーター付）、メッキエアコンレジスターノブ、メッキインナードアハンドル（前席）、格納式リアドアサンシェード（「L」にもメーカーオプションで装備可能）を追加した上級グレード。
    - 「G」は「コンフォータブルパック[注釈 7]」、シルバードアアームレスト（前席）を追加し、ステアリングホイールは革巻に、インパネセンターシフトは本革シフトノブ（シルバー加飾付）仕様に、デッキボードは前述のとおり上下2段調節式に、パワースライドドアは右側（運転席側）も追加[注釈 8]して両側仕様にグレードアップし、アルミホイールを15インチにサイズアップした最上級グレードである。
- 2015年
  - 4月 - 仕様変更。バックドア左下に装着されていた「eco IDLE」エンブレムを廃止。併せて、燃費基準の区分変更に対応し、2WD車の全グレード及び「L」・「L"SA"」の4WD車は「平成32年度燃費基準」を達成した。
  - 6月30日 - 特別仕様車「X "モンベル version SA"」（以下、モンベルver.）、「X "波伝説 version SA"」（以下、波伝説ver.）、「FINE selection SA」を発売[4]。
    - モンベルver.はアウトドア用品の総合メーカーであるモンベル[注釈 9]と共同開発したキャンプや登山に特化した仕様、波伝説ver.はサーフレジェンドが運営するサーファー向け波情報サイト「波伝説」と共同開発したサーフィンに特化した仕様。2モデル共通装備として、通常はセットオプションとして用意されている「レジャーベースパック」と「純正ナビ装着用アップグレードパック」、純正用品（アクセサリー）として提供されている（エンジン）フードガーニッシュ（メッキ/プレーンタイプ）を特別装備したほか、防水素材のイージーケアフロア（全席+荷室）、それぞれの専用デザインを印刷したインパネトレイマット/インパネセンタートレイマット、15インチアルミホイールも装備。さらに、フロント/リアのバンパーガーニッシュは「パールホワイトIII〈W24〉」塗装とし、4WD車はラゲージアンダートランクの容量を29 Lに増やした。さらに、モンベルver.はボデー左右側面に専用デカールを装着、波伝説ver.はフードガーニッシュに専用デカールを、リアに専用エンブレムをそれぞれ装着。ボディカラーもモンベルver.には「パールホワイトIII」を、波伝説ver.には「ブルーマイカメタリック〈B58〉」をそれぞれ設定した。購入特典も用意されており、モンベルver.にはモンベルが本車種のために開発したオリジナルシートエプロン（全車）を、波伝説ver.には、ダイヤル式キーで施錠でき、付属ワイヤーで車内に固定できる収納ボックス「ウェイクオリジナル プライベートボックス」をそれぞれ設定した。2タイプ合計で1,500台の限定生産である。

  - 「FINE selection SA」は「L "SA"」・「X "SA"」をベースに、モンベルver.・波伝説ver.同様に純正用品のフロントフードガーニッシュ（メッキ/プレーンタイプ）と通常はメーカーオプション設定されている「コンフォータブルパック」を特別装備。さらに、「L "FINE selection SA"」には、通常はメーカーオプション設定の「スタイルパック」と格納式リアドアサンシェードを、「X "FINE selection SA"」には専用14インチアルミホイール及び通常はメーカーオプション設定の「純正ナビ装着用アップグレードパック」と「レジャーベースパック」をそれぞれ特別装備された。
  - 7月2日 - トヨタ自動車へピクシス メガとしてOEM供給開始。
- 2016年
  - 5月17日 - 一部改良[5]。
    - 外観はフロントフードガーニッシュを新デザイン（「D」系・「L」系グレードはブラック、「G」系グレードはメッキ）に、バンパーガーニッシュ（フロント・リアとも）をボディ同色にそれぞれ変更し、従来は一部グレードがオプション設定だったフロントフォグランプを全車標準装備化。内装は「L」系・「G」系グレードはオーディオパネルやカップホルダーをプレミアムシャインシルバーに、センタークラスターをプレミアムシャインブラックにそれぞれ変更（「D」系グレードはブラック）。ボディカラーは「フェスタイエロー〈Y09〉」を廃止する替わりに、新色の「ミストブルーマイカメタリック〈B69〉」と「フレッシュグリーンメタリック〈G57〉」を追加して9色展開に、2トーンカラーも同様に「フェスタイエロー」を廃止する替わりに「ブルーマイカメタリック」と新色2色の3色を追加して5色展開にそれぞれ拡大。「D」系・「L」系グレードには新たなメーカーオプションとして「LEDスタイルパック」を設定した。
    - 装備面では、スマアシ搭載車において、デバイスをカメラ・レーザーレーダー・ソナーセンサーの3つに強化することで、衝突回避支援ブレーキ機能の作動範囲拡大、衝突警報機能の歩行者検知の追加、車線逸脱警報の追加などを行った「スマートアシストII（以下、スマアシII）」に変更したほか、パワースライドドア装着車には、ドアクローズ中に電子キーの「施錠」ボタンを押すことで、ドアクローズ後に自動でドアを施錠するパワースライドドア予約ロック機能を軽自動車で初めて採用。メーカーオプションの「ドライビングサポートパック」には手元のボタン操作でCVT制御をパワーモードに切り替えできる「Dアシスト」機能を追加。さらに、リアパーソナルランプを全車に標準装備した。
    - 新グレードとして、「L"レジャーエディション SA II"」・「Gターボ"レジャーエディション SA II"」を追加。防水素材の「イージーケアフロア」（全席+荷室）に変更したほか、荷物の固定や整理用にユーティリティフック、荷室床面フック、固定ベルトを、室内にはLEDのパーソナルランプ（フロント・リア）・ラゲージルームランプ・バックドアランプをそれぞれ装備し、助手席大型インパネトレイとインパネセンタートレイには置いた小物の移動を防ぐためにマットを追加。また、「L"レジャーエディション SA II"」には「Gターボ"SA II"」に標準装備されている上下2段調整式デッキボードを追加し、「Gターボ"レジャーエディション SA II"」は15インチアルミホイールを専用デザインに変更した。
    - なお、既存グレードの体系整理も行われ、「L」系グレード及びターボ車はスマアシIIを標準装備した「L"SA II"（「L"SA"」から改名）」・「Gターボ"SA II"（「G"SA"」から改名）」に集約された。

  - 6月13日 - 後席を省いた商用モデルのハイゼットキャディーを発売。
- 2017年11月30日 - ハイゼットキャディーと共に一部改良が発表され、同日より販売が開始された[6]。
  - 「D」を除く全車に標準装備されているスマアシIIをステレオカメラ方式の「スマートアシストIII（以下、スマアシIII）」に変更（これに伴い、搭載グレードの名称を「SA II」から「SA III」に変更）され、スマアシIII搭載車には同時にリアコーナーセンサーも装備された。
  - また、「D」系グレードを除く全車にはパノラマモニターが採用され、「パノラマモニター対応純正ナビ装着用アップグレードパック」としてメーカーオプション設定（ディーラーオプションのパノラマモニター対応ナビの装着が必要）されたほか、一部メーカーオプション等の変更も行われた。
- 2018年8月20日 - 特別仕様車「L"スペシャルリミテッド SA III"」、「L"リミテッド SA III"」、「Gターボ"リミテッド SA III"」が発表された（9月3日発売）[7]。
  - 「L"スペシャルリミテッド SA III"」と「L"リミテッド SA III"」は「L"SA III"」、「Gターボ"リミテッド SA III"」は「Gターボ"SA III"」がそれぞれベースとなっており、3種共通でベースグレードではメーカーオプション設定の「パノラマモニター対応純正ナビ装着用アップグレードパック」が特別装備されたほか、「L"スペシャルリミテッド SA III"」はパワースライドドアとスライドドアイージークローザーを左側（助手席側）のみに、足まわりを14インチフルホイールキャップにそれぞれグレードダウン。「L"リミテッド SA III"」はベースグレードではメーカーオプション設定の「LEDスタイルパック」が、「G"リミテッド SA III"」はLEDランプ（フロントパーソナル、リアパーソナル、ラゲージルーム、バックドア）がそれぞれ特別装備された。
- 2020年
  - 2月5日 - 仕様変更（公式発表なし）。ボディカラーの設定が変更され、「ブルーマイカメタリック〈B58〉」、「ミストブルーマイカメタリック〈B69〉」、「フレッシュグリーンメタリック〈G57〉」の3色を廃止する替わりに、「レーザーブルークリスタルシャイン〈B82〉（メーカーオプション）」を追加して7色に、2トーンカラー（メーカーオプション）も当該3色を廃止する替わりに「レーザーブルークリスタルシャイン」を追加して3色にそれぞれ整理された。
  - 6月17日 - 一部改良（公式発表なし）。燃料消費率並びに排出ガスがWLTCモードに対応し、NA車が「平成30年排出ガス基準25%低減レベル（☆☆☆）」認定を取得した。なお、燃料消費率のWLTCモードへの移行に伴って燃費基準未達成となり、ターボ車は平成30年排出ガス規制適合となった為、ターボ車はバックドアウィンドゥ右下に装着されていた「低排出ガス車」と「燃費基準達成車」ステッカーが装着されなくなった。併せて、ボディカラーの設定も変更され、2代目タフトの設定色である「レイクブルーメタリック〈B87〉」が追加され、8色展開となった。
  - 9月2日 - 仕様変更（公式発表なし）。ボディカラーの設定が変更され、パール系（メーカーオプション）の「パールホワイトIII〈W24〉」を「シャイニングホワイトパール〈W25〉」に差し替え、同時に2トーンカラー（メーカーオプション）のルーフ色も「パールホワイトIII」から「シャイニングホワイトパール」に変更された。
- 2021年
  - 2月5日（補足） - 販売不振のため、ハイゼットキャディー生産終了（同年9月末までに新車販売終了）。
  - 5月10日 - 一部改良並びに特別仕様車「VS SA III」を発売[8]。
    - オートライトを「D」にも標準装備されたことで全グレード標準装備となり、併せて、運転中常に作動する仕様に変更。また、サイドミラーが拡大された。
    - 「VS SA III」は「L"SA III"」・「Gターボ"SA III"」をベースに、2グレード共通でLEDランプ（フロントパーソナル、リアパーソナル、ラゲージルーム、バックドア）、イージーケアフロア、ユーティリティフック、荷室床面フック、固定ベルト、「ドライビングサポートパック」、「パノラマモニター対応純正ナビ装着用アップグレードパック」が特別装備されたほか、「L"VS SA III"」には、「Gターボ"SA III"」に標準装備されているLEDヘッドランプと上下2段階調節式デッキボード、「Gターボ"VS SA III"」には15インチアルミホイールがそれぞれ特別装備された。
- 2022年
  - 8月11日 - 生産終了[注釈 10]。OEM先のピクシスメガと共に公式ホームページも削除された。以後、流通在庫のみの販売となる。
  - 9月30日 - 販売終了。今後は既存の4代目タント（特に、同年10月3日のマイナーチェンジにて追加されたタント ファンクロス[9]）と6代目アトレー（アトレーと基本構造を有する11代目ハイゼットカーゴのうち、ウェイクに匹敵する内外装や快適装備を備えた上級グレードである「クルーズ」と「クルーズターボ」を含む）が代替車種となる。

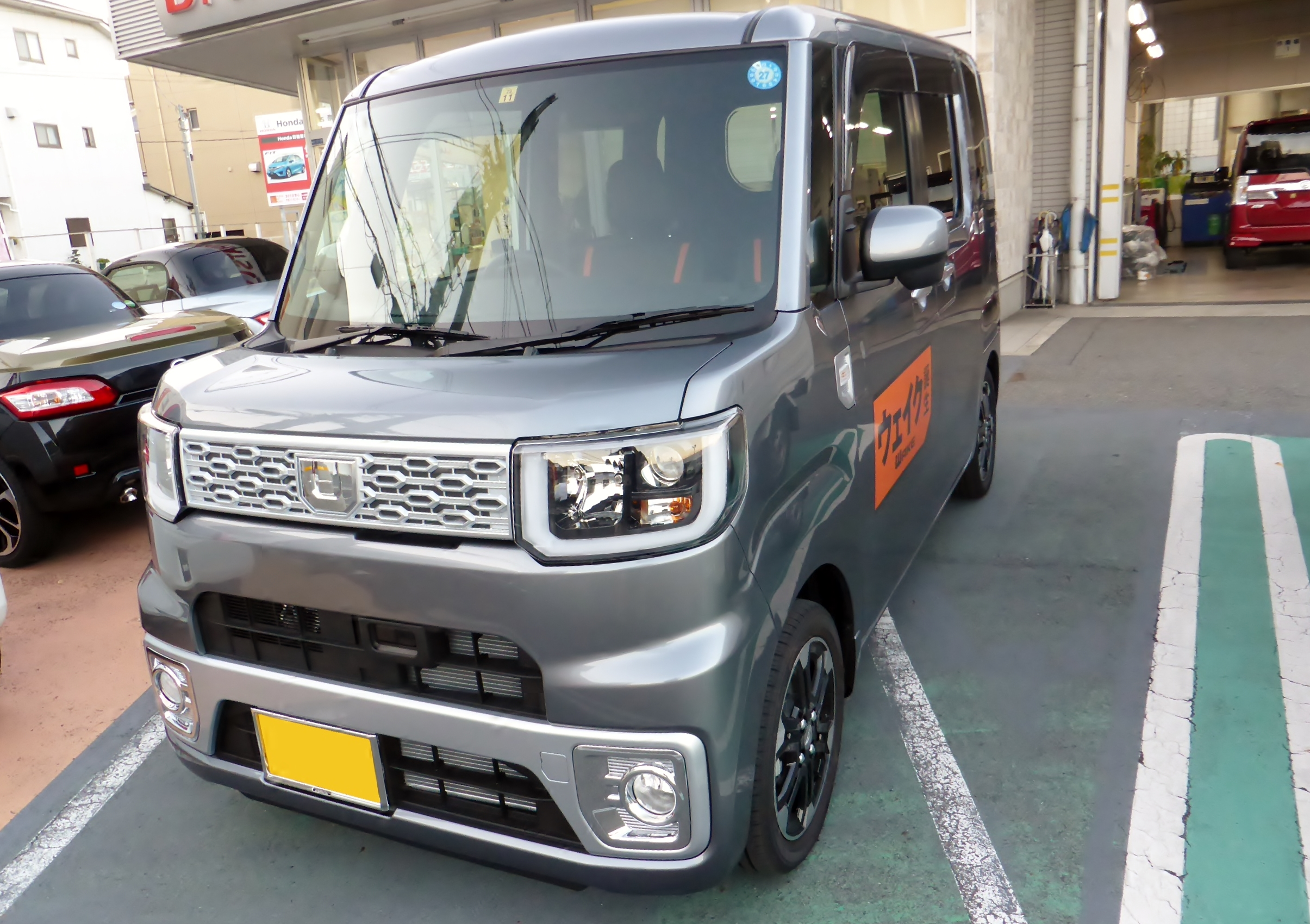
2014年11月発売型 G "SA"（eco IDLEエンブレム廃止前）フロント
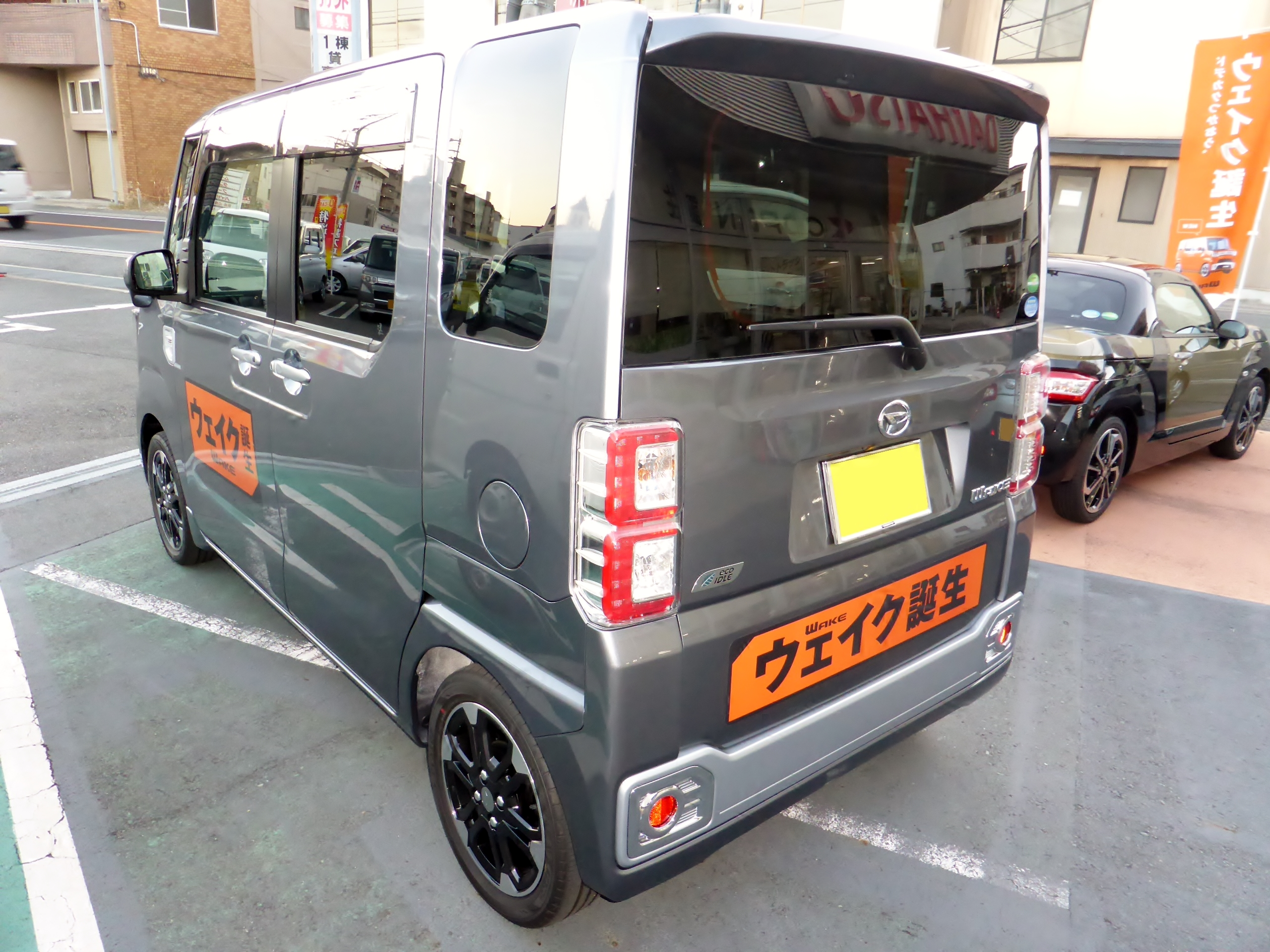
2014年11月発売型 G "SA"（eco IDLEエンブレム廃止前）リア
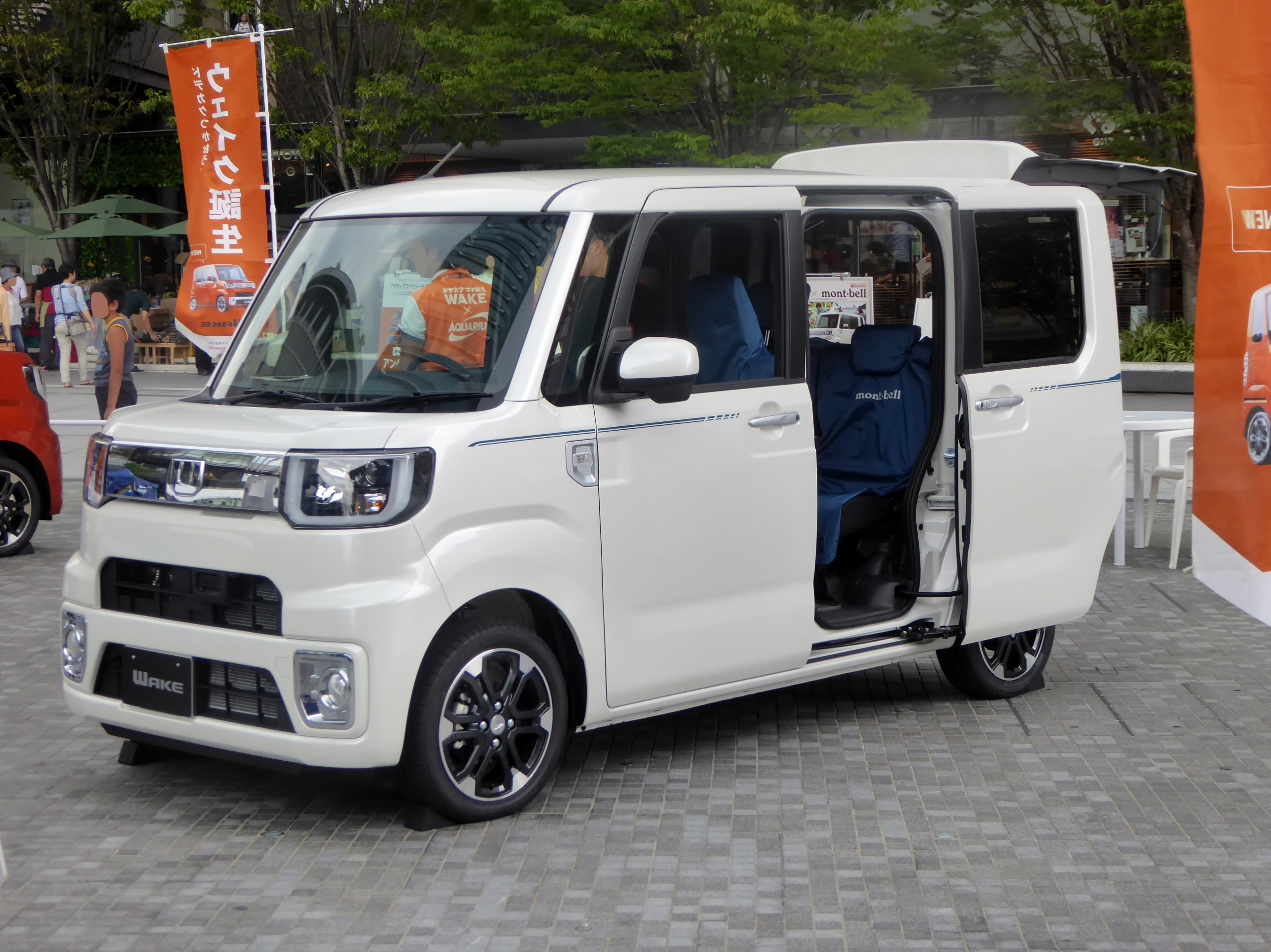
X "モンベル version SA" フロント
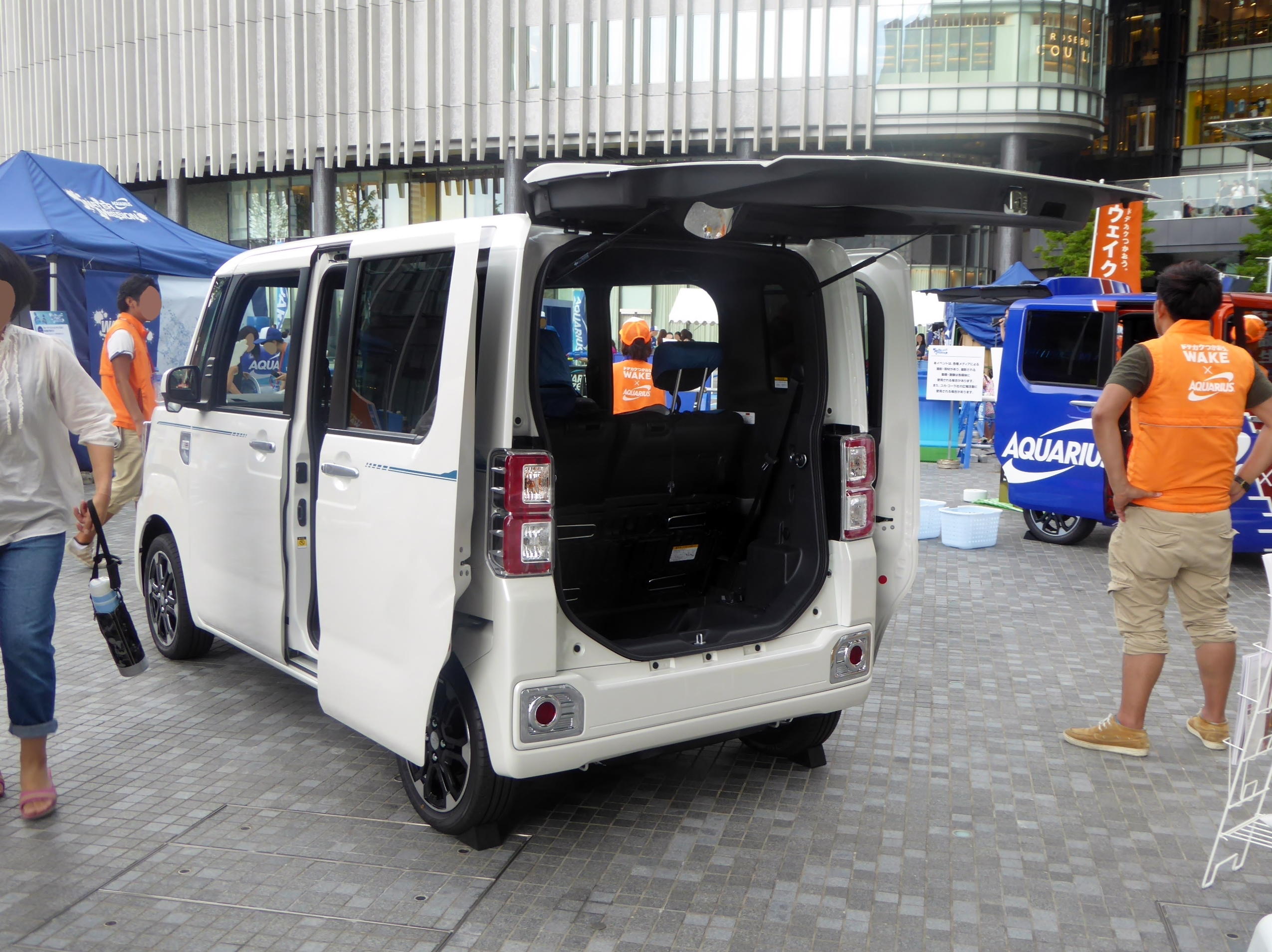
X "モンベル version SA" リア

## 車名の由来
「タントの上を行く」といった思いで開発された事（上行く→うえいく→ウェイク）と、英語の「wake」（目覚める、目覚めさすの意味）から「わくわくした気持ちを呼び覚ますクルマ」ということから命名された。
ダイハツ社内では実質先行デビューしたショーカー「デカデカ（DECA DECA）」のネーミングに対する支持も強かったため、右側テールランプの赤色点灯部分の縁取りにアルファベットの「D」を重ね、そこから繋げる形で車名バッジを逆順に読むと（CとKの違いはあるが）「D EKAW」→「DEKA W」→「デカ ダブル」→「デカデカ」となるようにデザインされている。